# Euselasia clesa
Euselasia clesa is een vlindersoort uit de familie van de prachtvlinders (Riodinidae), onderfamilie Euselasiinae.
Euselasia clesa werd in 1856 beschreven door Hewitson.